# آتشفشان دالول
آتشفشان دالول (به لاتین: Dallol) یک کوه در اتیوپی است که در منطقه اداری ۲ (عفر) واقع شده‌است.